# Chalybeothemis
Chalybeothemis is een geslacht van libellen (Odonata) uit de familie van de korenbouten (Libellulidae).

## Soorten
Chalybeothemis omvat 3 soorten:
- Chalybeothemis chini Dow, Choong & Orr, 2007
- Chalybeothemis fluviatilis Lieftinck, 1933
- Chalybeothemis pruinosa Dow, Choong & Orr, 2007